# John Barbirolli
Sir Giovanni Battista Barbirolli (Londres (Regne Unit), 2 de desembre, 1899 - Idem. 29 de juliol, 1970), va ser un director i violoncel·lista anglès.

## Biografia
Com a fill d'una parella de músics italians i francesos que vivien a Anglaterra, Barbirolli va començar a aprendre el violí als quatre anys, i més tard es va canviar al violoncel. Als deu anys, es va convertir en estudiant al Trinity College of Music, i de 1912 a 1916 va ser estudiant a la Royal Academy of Music.
Un cop finalitzats els seus estudis, esdevingué violoncel·lista i músic de cambra, i el 1926 inicià la seva carrera com a director a la British National Opera Company. Després va dirigir l'Orquestra Simfònica de Londres, i la temporada 1936/37 va rebre un contracte de l'Orquestra Filharmònica de Nova York i es va convertir en el director musical de l'orquestra de classe mundial després d'Arturo Toscanini. El 1942 va dirigir el concert del centenari de l'orquestra. Durant els seus anys amb l'Orquestra Filharmònica de Nova York, va dirigir diverses estrenes, entre les quals la suite Façade de William Walton, la Simfonia de Rèquiem i el Concert per a violí de Benjamin Britten.
Més tard, el seu nom es va relacionar principalment amb l'Orquestra Hallé d'Anglaterra, de la qual va ser el director des de 1943 a Manchester. A més de dirigir l'Orquestra Hallé, va dirigir arreu del món i va ser el director titular de l'Orquestra Simfònica de Houston entre 1961 i 1970.
Estava casat amb Evelyn Rothwell (de casada Evelyn Barbirolli, 24 de gener de 1911 - 25 de gener de 2008), una oboista anglesa.

## Premis i reconeixements
Entre les distincions oficials, Barbirolli va ser nomenat cavaller de la corona britànica el 1949 i company d'honor el 1969; també va rebre la Gran Creu i el Collar del Comandant de Finlàndia, la 1a Classe de l'Orde de la Rosa Blanca el 1963, l'Orde al Mèrit de la República Italiana el 1964, el títol d'Oficial de l'Orde de les Arts i les Lletres de França el 1966 així com la d'Oficial de l'Orde Nacional del Mèrit l'any 1968. Entre les distincions de les institucions musicals: la Liberty of the Worshipful Company of Musicians el 1966, el títol d'Acadèmic Honorari de l'Accademia Nazionale di Santa Cecilia el 1960, la Medalla d'Or de la Royal Philharmonic Society el 1950, la Medalla Bruckner de la Bruckner Society of America el 1959 i la Medalla Mahler de la Mahler-Bruckner Society of America el 1965.

## Galeria

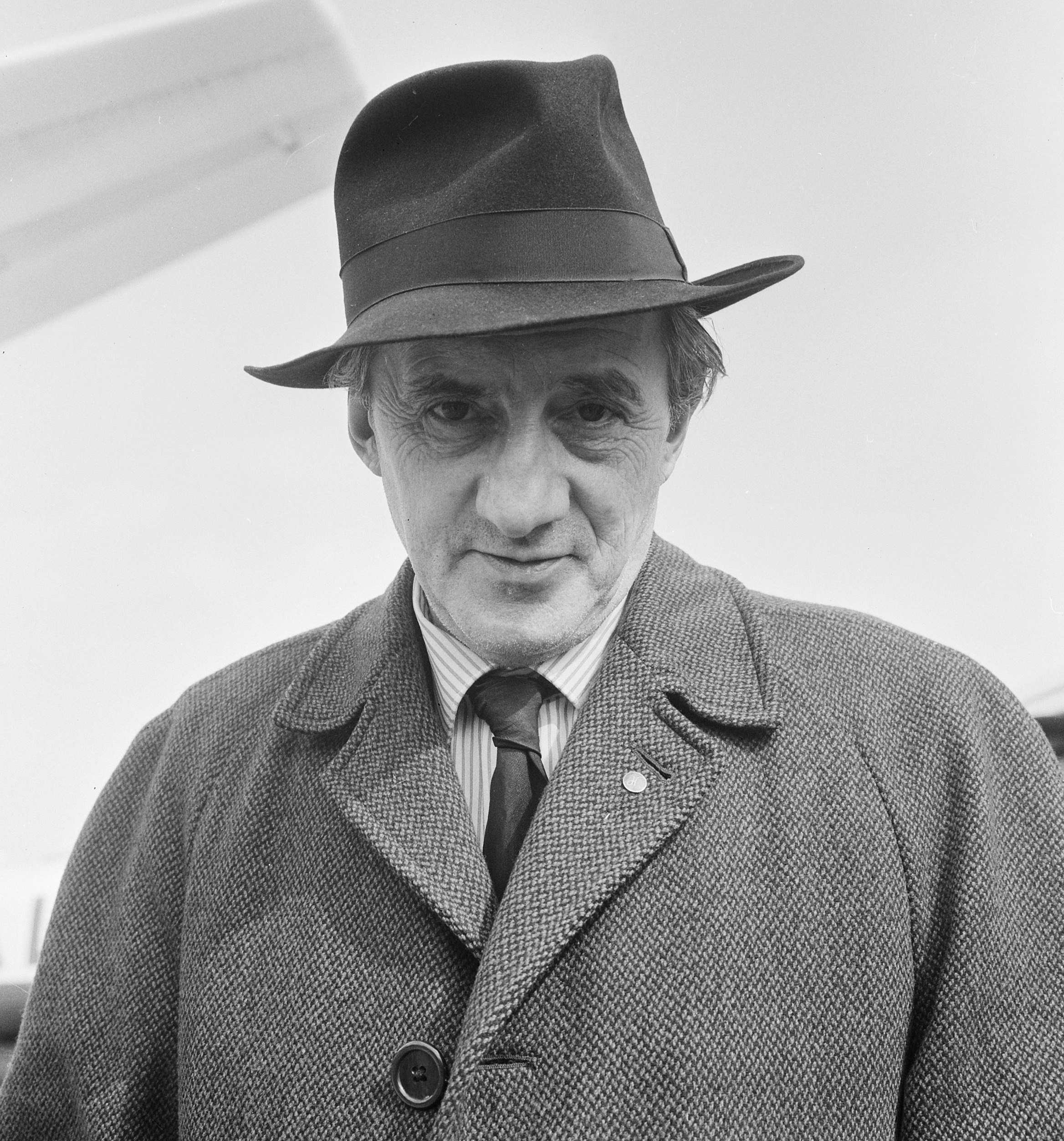
Barbirolli l'any 1965
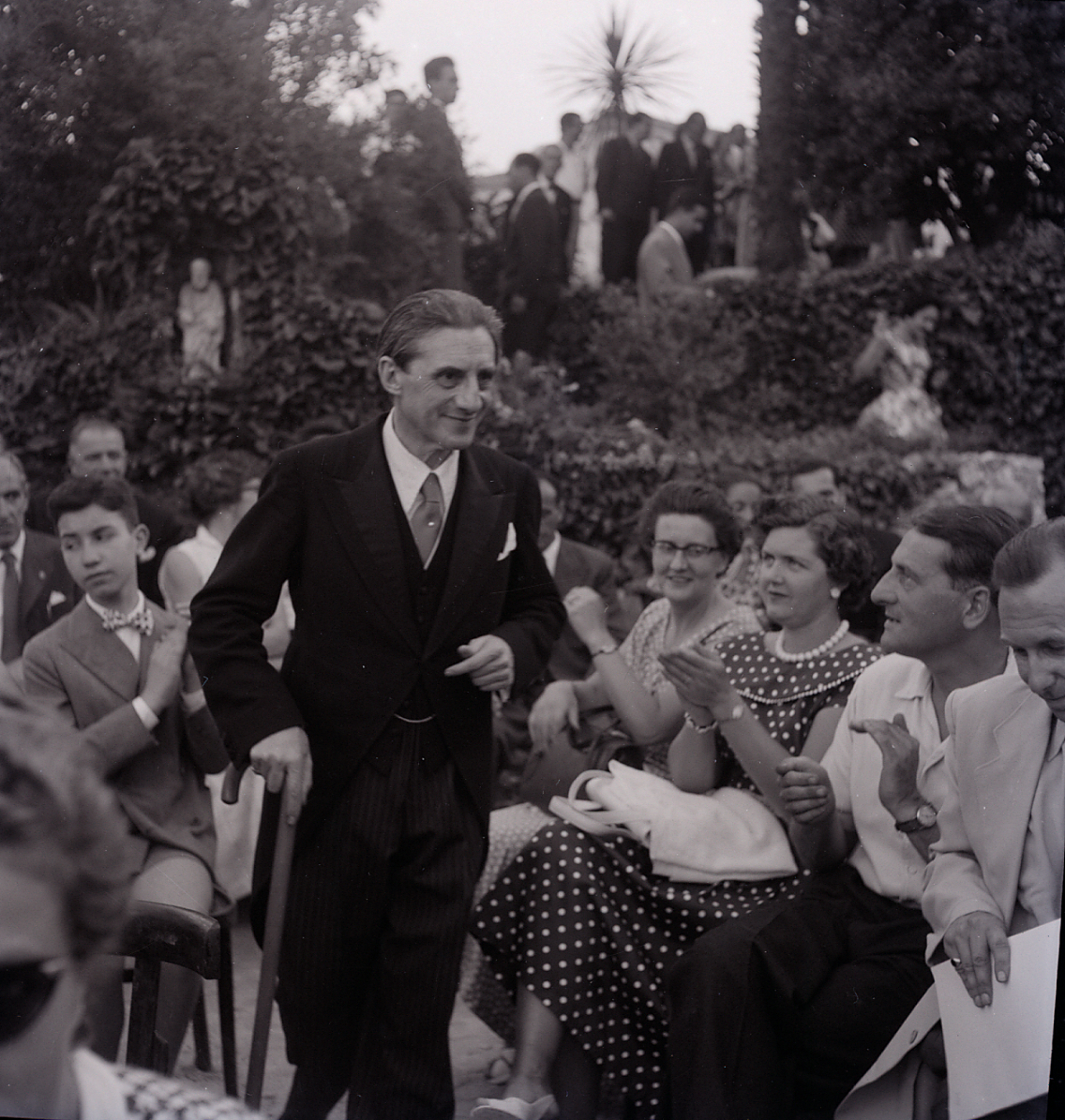
Barbirolli a Ravello, 1960
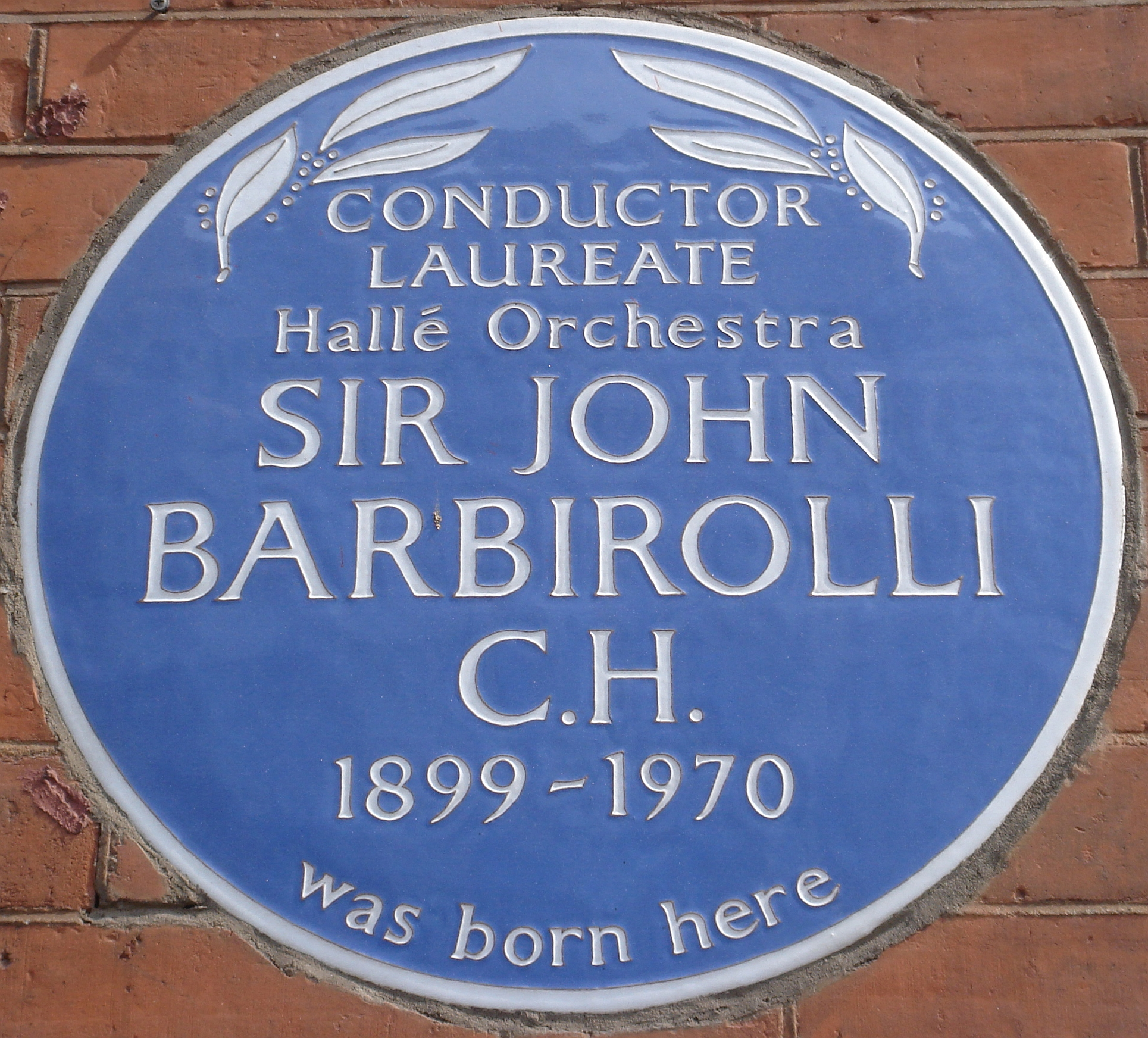
Una placa col·locada a casa dels seus pares